# Qadi-zadeh Roumi
Pour les articles homonymes, voir Rumi.
Qadi-zadeh Roumi (« fils du juge anatolien » en persan), de son vrai nom Salah ad-Din Musa Pasha (SalaH ad-dîn : intégrité de la religion, mûsâ : Moïse en arabe), mathématicien et astronome (1364 à Bursa en Turquie – 1436 à Samarcande en Ouzbékistan).

## Biographie
Le mot Roumi vient de l'arabe Rouma (rûm), qui a désigné d'abord Rome, puis Byzance, et enfin l'Anatolie, ancienne possession byzantine conquise par une branche de la dynastie turque des Seldjoukides, appelée précisément Seldjoukides de Roum.
Il fut l'élève du savant al-Fanari de Bassora (Irak) qui lui conseilla de compléter son éducation scientifique au Khorassan (à Hérat) et en Transoxiane (à Samarcande et Boukhara). Il ne fit le voyage qu'en 1407, après la mort de Tamerlan.
C'est à Samarcande qu'il rencontra en 1410 le prince Oulough Beg, qui avait alors 16 ans ; il devint son professeur et développa chez lui le goût des sciences.
Après l'ouverture en 1420 de la médersa d'Oulough Beg, Qadi-zadeh Roumi y enseigna avec un autre savant, al-Kachi, et probablement Oulough Beg lui-même.
Les trois hommes se retrouvèrent associés avec 60 ou 70 autres savants à la création et aux travaux de l'observatoire de Samarcande, inauguré vers 1429. Ces travaux aboutirent à la publication des Tables sultaniennes (zij-é solTâni, en persan), parues en 1437 mais améliorées par Oulough Beg jusque peu avant sa mort en 1449.
Qadi-zadeh Roumi a calculé le sinus de 1° avec une précision (exprimée en décimales) de 10-12. Al-Kachi a travaillé sur le même problème mais utilisé une méthode différente.

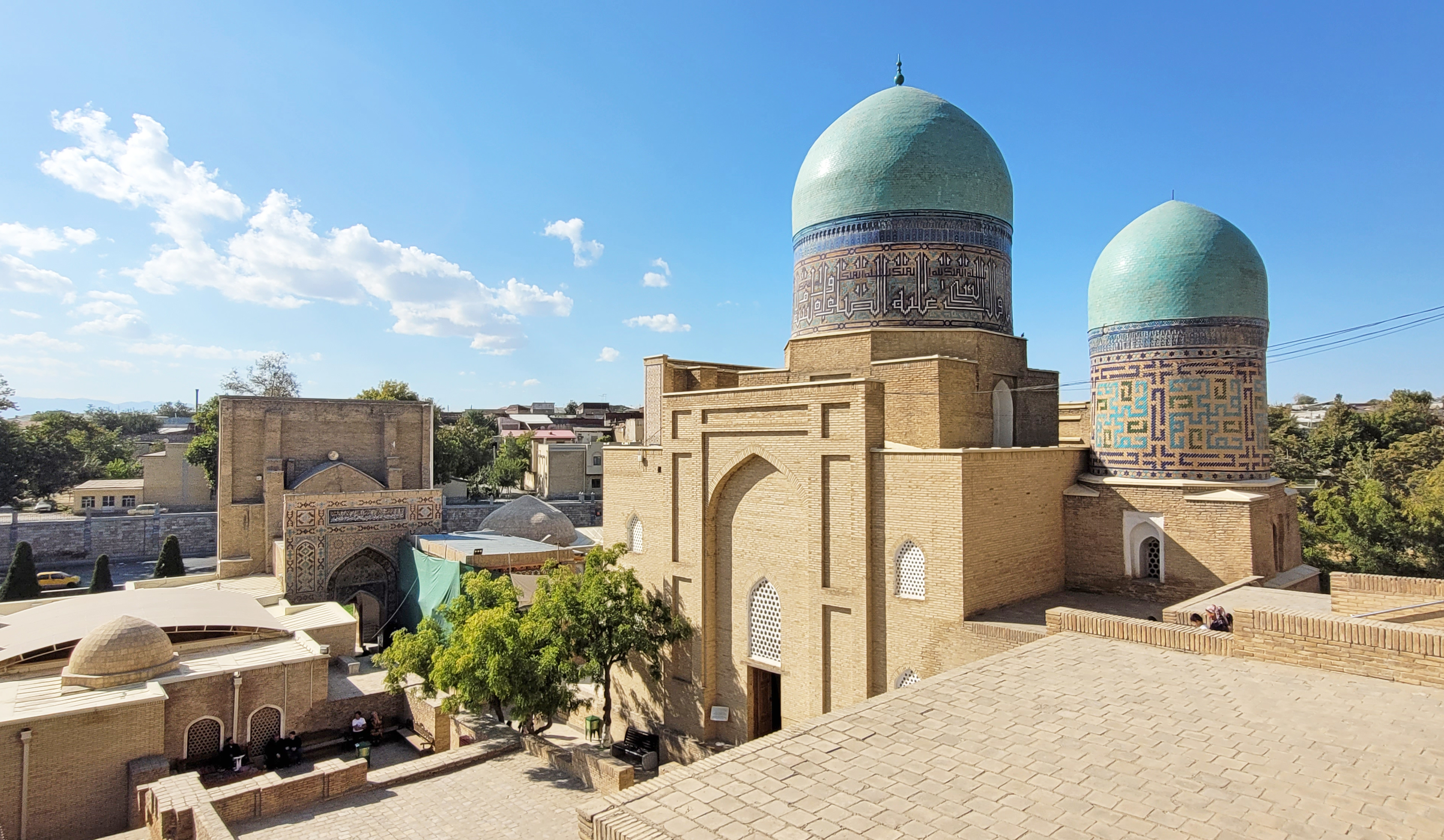
Mausolée de Qadi-zadeh Roumi au Chah-e-Zindeh, Samarcande

## Œuvres
- Sharh-Mulakhaas fil Hai’ya, commentaire du compendium d'astronomie d'Al-Jaghmini (1412-13)
- Sharh Ashkal al-Tasis (Théorèmes de géométrie)
- Risālatu-l-ǧaib (Traité du sinus)

Ces œuvres sont en arabe.